# LBE T 1
Die normalspurigen Tenderlokomotiven der Baureihe LBE T 1 wurden von der Lübeck-Büchener Eisenbahn (LBE) von 1888 bis 1892 bei Henschel für den Personenzugdienst beschafft. Sie erhielten die Namen TRAVEMÜNDE, SCHWARTAU, BARNITZ und PRIWALL.
Bei der Einführung eines neuen Bezeichnungsschemas 1917 erhielten die Lokomotiven die Betriebsnummern LBE 102–105. Zwei Lokomotiven wurden 1938 als 88 7001–7002 von der Deutschen Reichsbahn übernommen. Die Lokomotiven waren bis 1957 in Betrieb und wurden dann ausgemustert sowie verschrottet.

## Geschichte
Die Lokomotiven sind ähnlich der preußischen T 2 der Normalbauart.
Teilweise waren sie Ersatz für zwei Lokomotiven der Gattung LBE T 2 mit den Namen GNOM sowie ZWERG von Krauß. Bei der ZWERG war 1888 auf der Fahrt von Lübeck nach Travemünde der Kessel explodiert. Als Ersatz für diese Lokomotive lieferte Henschel noch im gleichen Jahr die Lokomotive mit der Fabriknummer 2514, die den Namen TRAVEMÜNDE erhielt.
Ein Jahr später wurden mit den Fabriknummern 2862 sowie 2863 zwei weitere Lokomotiven geliefert, sie erhielten die Namen SCHWARTAU und BARNITZ. 1892 kam mit der Fabriknummer 3492 noch eine Lokomotive zur LBE, die den Namen PRIWALL bekam.
Für damalige Verhältnisse waren die Lokomotiven leistungsfähig und mit ihrer Höchstgeschwindigkeit von 40 km/h für den Strecken- sowie den Rangierdienst geeignet. Sie fuhren vorrangig auf der Strecke Lübeck–Travemünde. Als diese Strecke 1900 als Hauptstrecke ausgebaut wurde, wurden die Lokomotiven im Rangierdienst verwendet. 1917 wurden sie als LBE 102–105 bezeichnet.
Erste Abgänge waren die LBE 103, sie wurde 1929 ausgemustert, und die LBE 102, die 1923 an ein Privatbetrieb verkauft wurde. Sie war dort noch bis 1955 vorhanden.
Die LBE 104 und LBE 105 gelangten 1938 zu der Deutschen Reichsbahn und wurden als 88 7001–7002 bezeichnet. Die ehemalige LBE 104 erhielt vergrößerte seitliche Wasserkästen und die ehemalige LBE 105 zeitweise einen Schlepptender. Dieser erhielt zur Kupplung mit der Lok zusätzlich vordere Stangenpuffer. Die Strahlpumpe der Lokomotive konnte das Kesselspeisewasser direkt aus dem Tender entnehmen, die Kohlen mussten bei Zwischenhalten umgeladen werden.
Beide Lokomotiven blieben nach dem Zweiten Weltkrieg bei der Deutschen Reichsbahn. Die 88 7001 wurde 1957 an Bergmann-Borsig als Werklok verkauft. Die 88 7002 war Werklok im Reichsbahnausbesserungswerk Rostock und wurde nach dessen Schließung wieder als 98 7087 weiter verwendet. 1957 wurde sie als letzte Lok ihrer Serie ausgemustert.

## Konstruktion
Die Lokomotiven besaßen einen Blechrahmen, der zusätzlich als Wasserkastenrahmen ausgebildet war. Zusätzlich war ein kleiner seitlicher Wasserkasten auf der rechten Seite vor dem Führerhaus vorhanden. Die Kohlen waren im linken seitlichen Kasten vor dem Führerhaus gebunkert. Die beiden Radsätze waren fest im Rahmen gelagert. Abgefedert wurden sie von zwei Blattfedern, die oberhalb der Achslager platziert waren.
Der Kessel bestand aus drei Schüssen. Der mittlere mit einem Innendurchmesser von 1069 mm war in die beiden äußeren Schüsse eingeschoben. Ein kleiner Reglerdom war auf dem ersten Schuss vorhanden, der Sandkasten auf dem dritten Schuss. Die Rauchkammer besaß eine Länge von 600 mm und trug einen langen konischen Schornstein. Auf dem Scheitel des Stehkessels, der gegenüber dem Langkessel nicht erhöht war, war ein Sicherheitsventil der Bauart Ramsbotton angeordnet. Der Kessel wurde gespeist von zwei Strahlpumpen der Bauart Strube mit einer Förderleistung von 150 l/min. Die Lokomotiven besaßen ein Zweizylinder-Nassdampftriebwerk mit außen liegenden waagerecht angeordneten Zylindern. Sie waren mit der Allan-Steuerung ausgerüstet. Angetrieben wurde der zweite Radsatz.
Sie waren mit einer indirekten Bremse von Knorr sowie einer Wurfhebelbremse ausgerüstet. Mit der indirekten Bremse konnten beide Radsätze beidseitig abgebremst werden. Die dafür benötigte Druckluft wurde von einem zweistufigen Luftpresser erzeugt, der rechts neben der Rauchkammer montiert war. Zwei Luftbehälter lagen auf dem Scheitel des Stehkessels. Durch den handbetriebenen Sandstreuer konnten die beiden Radsätze jeweils von innen gesandet werden. Ein Dampfläutewerk war auf der Rauchkammer links neben dem Schornstein vorhanden. Eine Dampfpfeife saß auf dem Führerhaus. Der Gasbehälter für die Gasbeleuchtung saß auf dem linken Umlaufblech. Vorhanden waren Anschlüsse für die Dampfheizung.